# Abbaye de Tönisstein
L’abbaye de Tönisstein est un ancien carmel en ruines à Bad Tönisstein, lieu-dit du village de Kell, quartier de la ville d'Andernach, dans le Land de Rhénanie-Palatinat.

## Histoire
Selon la légende, en 1388, un berger de Kell dans la vallée de Tönisstein trouva une Pietà avec Antoine le Grand dans un buisson ardent. C'est l'occasion de construire une chapelle à cet endroit en 1390, qui est dédiée à la Mère de Dieu, saints Antoine et Wendelin.
Les premiers pèlerinages amènent à la construction du monastère carmélite de Sankt Antoniusstein de 1465 à 1495. L'église à nef unique est richement dotée de dotations, le monastère devient un complexe baroque.
Les carmélites utilisent déjà l'eau de source à des fins curatives, la source Helpert dans le Pöntertal est mentionnée pour la première fois dans des documents en 1501. Depuis 1620, la station thermale naissante s'appelle Tönisstein comme le monastère. Aux XVIIe siècle et XVIIIe siècle, les archevêques de Cologne choisissent Tönisstein comme station balnéaire et thermale préférée.
En 1802, à la suite de la sécularisation, l'abbaye est dissoute et tombe en ruine. La statue de Marie est donnée à l'église paroissiale catholique de Saint-Lubentius de Kell.